# Conan III. (Bretagne)
Conan III. (* 1095; † 17. September 1148), genannt der Dicke (le Gros), war Herzog von Bretagne und Graf von Nantes. Er war der Sohn von Herzog Alain IV. (Haus Cornouaille) und Ermengarde von Anjou.
Er folgte seinem Vater, als dieser 1112 abdankte. In der Sicherheit einer Allianz mit dem Kapetinger Ludwig VI., dem König von Frankreich, der ihn vor Überraschungen aus dem Osten schützte, nahm er den Kampf gegen die Feudalherren auf, wodurch er dem Land große Fortschritte bei der Erhaltung des Landfriedens brachte. Umgekehrt vereinigte er seine Armee mit der Ludwigs VI. in dessen Kampf gegen Heinrich I., den König von England, obwohl er mit einer unehelichen Tochter Heinrichs, Mathilde († nach 1128), verheiratet war.

## Nachfahren und Erbfolgestreit
Mit Mathilde hatte er drei Kinder:
- Hoël († 1156), Graf von Nantes;
- Berthe († 1158/64), ⚭ I) Alain „der Schwarze“ von Penthièvre, Herr von Richmond, ⚭ II) Odo († 1170), Vizegraf von Porhoët;
- Konstanze († 1148), ⚭ Gottfried III., Herr von Mayenne († 1169) (Haus Mayenne).

Auf dem Sterbebett enterbte er seinen Sohn Hoël im Hinblick auf das Herzogtum Bretagne. Hoël musste sich mit der Grafschaft Nantes begnügen. Statt Seiner erkannte er als Erben seinen Enkel Conan IV. an, den Sohn seiner Tochter Berthe aus deren erster Ehe mit Alain von Penthièvre, der unter der Vormundschaft von Odo von Porhoët, dem zweiten Gatten Berthes, stand. Uneinigkeiten über diese Nachfolgeregelung mündeten in einen Bürgerkrieg, der die Bretagne 50 Jahre lang verheerte.